# Turistická značená trasa 8436
 Turistická značená trasa 8436 probíhá v délce 11,5 km v jihovýchodní části pohoří Velké Fatry na Slovensku.

## Průběh trasy
Začíná v obci Dolný Harmanec, prochází celou Bystrickou dolinou a v závěru prudce stoupá k horskému hotelu Kráľova studňa. Zhruba ve své třetině podchází železniční trať č. 170 (Zvolen–Vrútky) pod krátkým viaduktem mezi dvěma tunely. Poslední krátký úsek jde v souběhu s nejdelší slovenskou značenou trasou 0801 (Cesta hrdinů SNP).
| Km   | Místo                       | Navazující a křižující trasy   | Souřadnice                      | Nadm. výška  |
| ---- | --------------------------- | ------------------------------ | ------------------------------- | ------------ |
| 0    | Dolný Harmanec              | 5432                           | 48°48′33″ s. š., 19°3′12″ v. d. | 490 m n. m.  |
| 0,6  | Bystrica - horáreň          | 5432                           | 48°48′50″ s. š., 19°3′6″ v. d.  | 501 m n. m.  |
| 5,3  | Boboty                      |                                | 48°50′53″ s. š., 19°3′29″ v. d. | 731 m n. m.  |
| 8,1  | Panská koliba               |                                | 48°52′4″ s. š., 19°2′29″ v. d.  | 899 m n. m.  |
| 11,3 | Kráľova studňa              | 5435, 0801 (Cesta hrdinov SNP) | 48°52′36″ s. š., 19°2′26″ v. d. | 1258 m n. m. |
| 11,5 | Horský hotel Kráľova Studňa | 5435, 0801 (Cesta hrdinov SNP) | 48°52′36″ s. š., 19°2′26″ v. d. | 1267 m n. m. |

## Výškový profil trasy

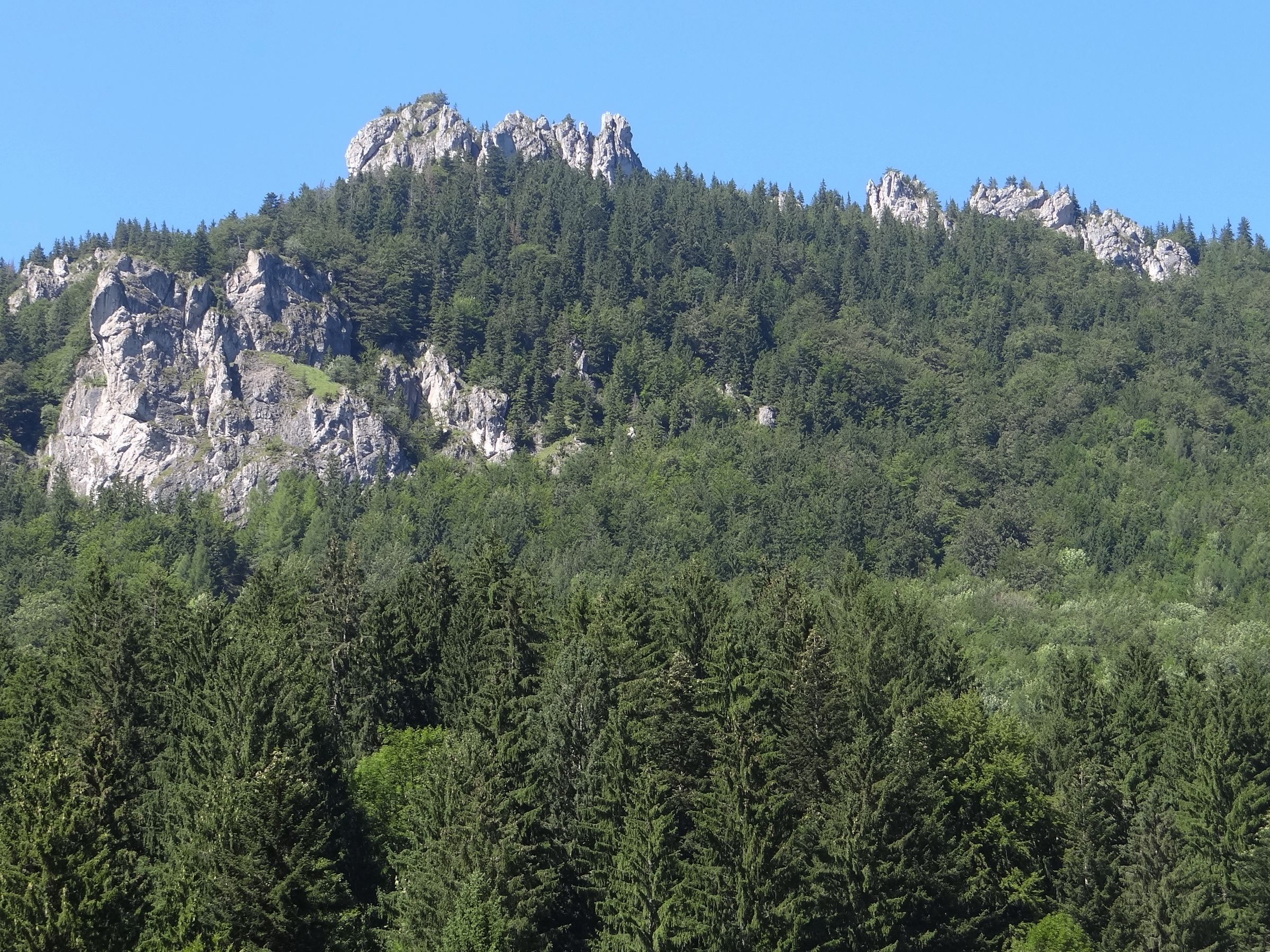
Boboty
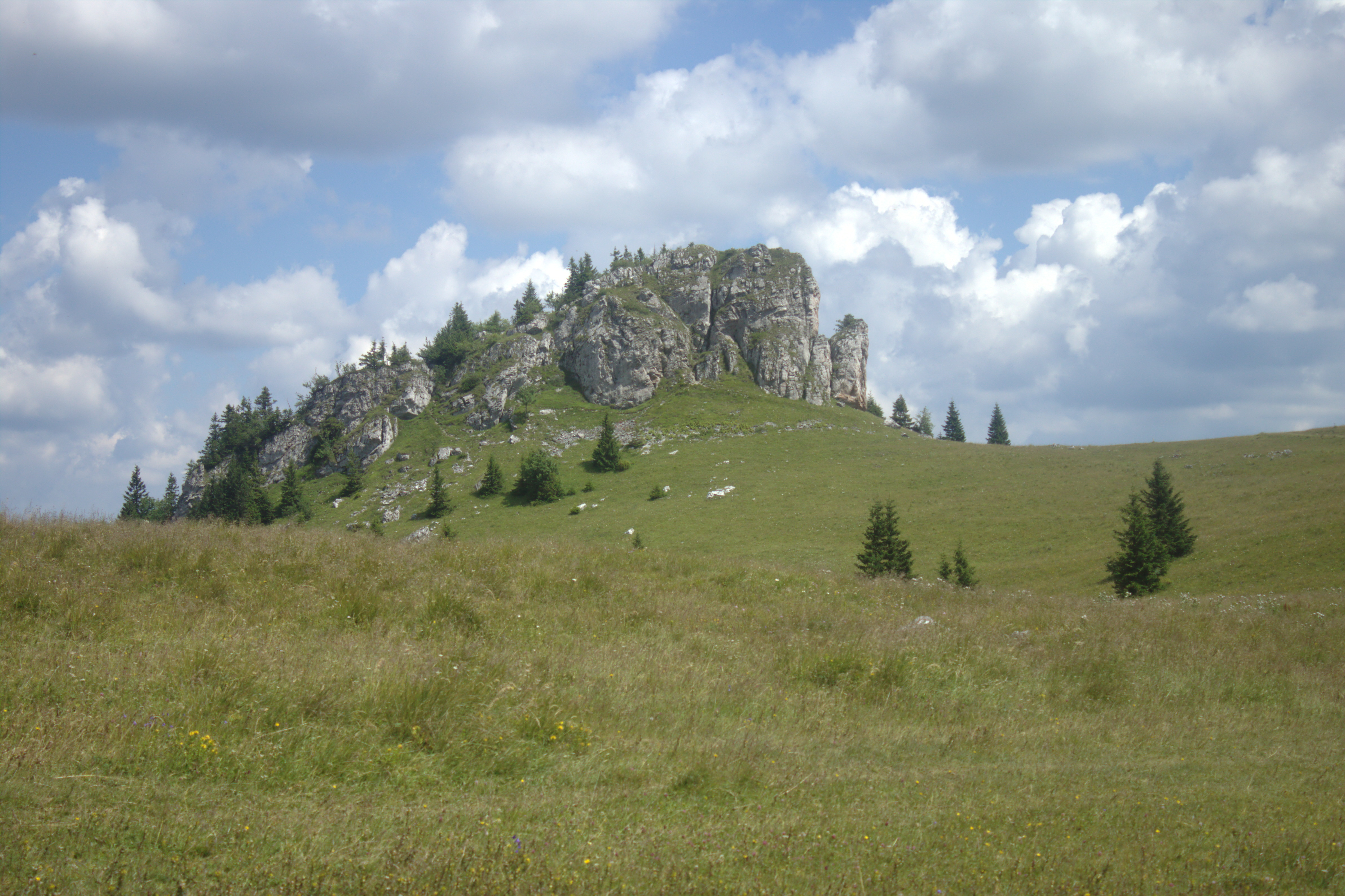
Kráľova studňa